# Uroptychus parilis
Uroptychus parilis is een tienpotigensoort uit de familie van de Chirostylidae. De wetenschappelijke naam van de soort is voor het eerst geldig gepubliceerd in 2012 door Cabezas, Lin & Chan.